# 1973 en Suisse
Chronologie de la Suisse
- 1969
- 1970
- 1971
- 1972
- 1973
- 1974
- 1975
- 1976
- 1977

Chronologie de la Suisse
1972 en Suisse - 1973 en Suisse - 1974 en Suisse

## Gouvernement au1erjanvier 1973
- Conseil fédéral[1]:
  - Roger Bonvin PDC, président de la Confédération
  - Ernst Brugger PRD, vice-président de la Confédération
  - Nello Celio PRD,
  - Rudolf Gnägi UDC,
  - Hans Peter Tschudi PSS
  - Kurt Furgler PDC
  - Pierre Graber PSS,

## Évènements

### Janvier
Mardi 2 janvier 
- Leo Schürmann entre en fonction comme surveillant des prix.

 Samedi 6 janvier 
- Décès à Montilier (FR), à l’âge de 77 ans, du peintre Fernand Giauque.

 Vendredi 19 janvier 
- Première édition du Prix de Lausanne, concours international réservé aux jeunes danseurs.

 Mardi 30 janvier 
- Le conseiller fédéral Rudolf Gnägi, chef du Département militaire fédéral, s’exprime en faveur de la mise sur pied d’un Service civil.

### Février
Vendredi 16 février 
- Décès, à Genève, dans sa 88e année, du compositeur Charles Chaix.

 Vendredi 23 février 
- Décès à Vevey (VD), à l’âge de 62 ans, de l’écrivain Charles-François Landry

 Dimanche 25 février 
- Pour la sixième fois de son histoire, le HC La Chaux-de-Fonds devient champion de Suisse de hockey-sur-glace.

 Mercredi 28 février 
- Le musicien zurichois Rolf Liebermann est nommé directeur de l’Opéra de Paris.

### Mars
Jeudi 1er mars 
- Le téléjournal de la Télévision suisse romande est diffusé pour la première fois en couleurs.

 Dimanche 4 mars 
- Votations fédérales. Le peuple approuve, par 507 414 oui (52,8 %) contre 454 428 non (47,2 %), l’arrêté fédéral modifiant les articles de la constitution sur l'enseignement.
- Votations fédérales. Le peuple approuve, par 617 628 oui (64,5 %) contre 339 857 non (35,5 %), l’arrêté fédéral complétant la constitution par un article sur l'encouragement de la recherche scientifique.

 Dimanche 11 mars 
- Elections cantonales en Valais. Guy Genoud (PDC), Wolfgang Lorétan (PDC), Antoine Zufferey (PDC), Franz Steiner (PDC) et Arthur Bender (PRD) sont élus au Conseil d’Etat lors du 2e tour de scrutin.

 Mardi 13 mars 
- Décès à Monthey (VS), à l’âge de 87 ans, du neurologue et psychiatre André Repond.

### Avril
Mardi 10 avril 
- Un avion charter britannique, de type Vickers Vanguard 952, s'écrase près de Hochwald (SO), faisant 108 morts et 37 blessés.

 Mercredi 25 avril 
- Décès à Corseaux (VD), à l’âge de 87 ans, du compositeur Albert Jeanneret, frère de Le Corbusier.

### Mai
Samedi 5 mai 
- À Fully (VS), cinq personnes préparant la piste du Derby de la Luisine pour une compétition de ski devant se dérouler le lendemain, sont emportées par une avalanche et trouvent la mort.

 Mardi 15 mai 
- Décès à Zurich, à l’âge de 73 ans, du sculpteur Otto Charles Bänninger.

 Samedi 19 mai 
- Décès à Mammern (TG), à l’âge de 80 ans, du professeur de médecin[pas clair] Alfred Fleisch.

 Dimanche 20 mai 
- Votations fédérales. Le peuple approuve, par 791 076 oui (54,9 %) contre 648 924 non (45,1 %), l’abrogation des articles de la constitution fédérale sur les jésuites et les couvents.
- Décès à Lausanne, à l’âge de 72 ans, de la comédienne Nanine Rousseau.

### Juin
Vendredi 1er juin 
- Coop abandonne les Timbres-coop donnant droit à des articles cadeaux.

 Dimanche 3 juin 
- Décès à Bâle, dans sa 73e année, du peintre Walter Bodmer[réf. nécessaire].

 Mercredi 6 juin 
- Pour la première fois en Suisse, une mère de famille de Rheinfelden (AG) donne naissance à des quintuplés.

 Dimanche 10 juin 
- Décès à Lugano (TI), dans sa 102e année, du poète Francesco Chiesa.
- Le FC Bâle s’adjuge, pour la sixième fois de son histoire, le titre de champion de Suisse de football.

 Mercredi 13 juin 
- Décès à Bâle, à l’âge de 69 ans, du peintre et plasticien Walter Bodmer[réf. nécessaire].

 Vendredi 22 juin 
- L’Espagnol José Manuel Fuente remporte le Tour de Suisse cycliste
- Début des Championnats du monde de judo 1973 à Lausanne.

 Dimanche 24 juin 
- Des pluies diluviennes causent des dégâts pour plusieurs millions de francs dans les régions de Delémont, Moutier et Porrentruy.

### Juillet
Vendredi 6 juillet 
- Décès à Zurich, à l’âge de 88 ans, du compositeur d’origine allemande Otto Klemperer.

 Mercredi 25 juillet 
- Décès à Acireale (Ita), à l’âge de 69 ans, de l’écrivain Daniel Simond.

 Dimanche 29 juillet 
- Décès à Zurich, à l’âge de 75 ans, du peintre Max Gubler.

### Août
Jeudi 2 août 
- Des séparatistes jurassiens du groupe Bélier occupent l’ambassade de Belgique à Berne durant trois heures.

 Dimanche 12 août 
- Décès à Muralto (TI), à l’âge de 92 ans, de Walter Rudolf Hess, Prix Nobel de médecine en 1949.

 Jeudi 16 août 
- Décès à Fontainemelon (NE), à l’âge de 87 ans, de Sydney de Coulon, dirigeant horloger.

 Vendredi 17 août 
- Un avion de tourisme s'abat après avoir quitté l'aéroport de Zurich-Kloten. Ses quatre occupants perdent la vie.

### Septembre
Samedi 8 septembre 
- La journée officielle du Comptoir suisse, dont le pays invité est le Portugal, est perturbée par des manifestants dénonçant la dictature de Salazar.

 Lundi 10 septembre 
- Ouverture des XXIVe Rencontres internationales de Genève sur le thème du besoin religieux.

 Jeudi 13 septembre 
- Effondrement d’un pont en construction d’une longueur de 350 mètres à Valangin (NE).

 Vendredi 14 septembre 
- Décès à Dully (VD), à l’âge de 69 ans, de l’éditeur Albert Skira.

 Jeudi 27 septembre 
- Inauguration d’un nouveau tronçon de 11 km sur l’autoroute A12, entre Flamatt et Düdingen (FR).

### Octobre
Lundi 1er octobre 
- Les conseillers fédéraux Hans Peter Tschudi (PSS), Roger Bonvin (PDC) et Nello Celio (PRD) annoncent leur démission pour la fin de l’année.

### Novembre
Dimanche 4 novembre 
- Dernier défilé à Avenches (VD), des 18 escadrons de dragons appelés à disparaître de l’Armée suisse.

 Lundi 5 novembre 
- Alusuisse propose la reprise de Lonza et une collaboration entre les deux entreprises dans le secteur chimique, ainsi que dans celui de production d’électricité.

 Dimanche 11 novembre 
- Elections cantonales à Genève. André Chavanne (PSS), Willy Donzé (PSS), Gilbert Duboule (PRD), Jean Babel (Parti chrétien-social), Henri Schmitt (PRD), Guy Fontannet (PDC) et Jacques Vernet (PLS) sont élus au Conseil d’Etat lors du 1er tour de scrutin.

 Jeudi 15 novembre 
- Répondant à l’appel de l’Union des producteurs suisses, 8 000 paysans manifestent à Berne pour dénoncer le gel des prix des produits agricoles.

 Samedi 17 novembre 
- Inauguration de la salle Marc Chagall, au Kunsthaus de Zurich.

 Lundi 19 novembre 
- L’écrivain vaudois Jacques Chessex reçoit le Prix Goncourt pour son roman L’Ogre.

 Mercredi 21 novembre 
- Le Conseil fédéral interdit la circulation routière pendant trois dimanches et rationne temporairement le carburant.

 Jeudi 29 novembre 
- Une explosion se produit dans l’usine Ciba-Geigy de Schweizerhalle (BL). 25 ouvriers sont grièvement blessés.

### Décembre
Samedi 1er décembre 
- Un jeune passager tente de détourner un DC-8 de Swissair effectuant le vol Zurich-New York via Genève. Il est arrêté après l'atterrissage à Genève.

 Dimanche 2 décembre 
- Votations fédérales. Le peuple approuve, par 751 173 oui (58,9 %) contre 505 843 non (40,2 %), les mesures de surveillance des prix.
- Votations fédérales. Le peuple approuve, par 810 307 oui (65,1 %) contre 434 045 non (34,9 %), l’arrêté fédéral instituant des mesures dans le domaine du crédit.
- Votations fédérales. Le peuple approuve, par 881 662 oui (70,4 %) contre 370 843 non (29,6 %), l’arrêté fédéral concernant la stabilisation du marché de la construction.
- Votations fédérales. Le peuple approuve, par 834 792 oui (68,0 %) contre 391 956 non (32,0 %), l’arrêté fédéral limitant les amortissements admissibles pour les impôts sur le revenu perçus par la Confédération, les cantons et les communes.
- Votations fédérales. Le peuple approuve, par 1 041 504 oui (84,0 %) contre 199 090 non (16,0 %), le nouvel arrêté fédéral sur la protection des animaux.

 Mercredi 5 décembre 
- Élection au Conseil fédéral de Willi Ritschard (PSS), Hans Hürlimann (PDC) et Georges-André Chevallaz (PRD).